# Georg Zellhofer
Georg Zellhofer (Waidhofen an der Ybbs, 25 agosto 1960) è un dirigente sportivo, allenatore di calcio ed ex calciatore austriaco, di ruolo centrocampista.

## Palmarès

### Giocatore

#### Competizioni nazionali
- Erste Liga: 1

Linz: 1990-1991

### Allenatore

#### Competizioni nazionali
- Erste Liga: 1

ASKO Pasching: 2001-2002
- Coppa d'Austria: 1

Austria Vienna: 2006-2007